# Albin Skoglund
Albin Skoglund, född 1 februari 1997, är en svensk fotbollsspelare som spelar för Isländska Valur.

## Karriär
Skoglunds moderklubb är Finlandia Pallo AIF.
Skoglund gjorde allsvensk debut i bortamatchen mot Djurgårdens IF den 1 augusti 2015, då han i den 87:e minuten fick göra ett inhopp. I oktober 2015 stod det klart att Skoglund från och med säsongen 2016 skulle bli en permanent del av BK Häckens A-lagstrupp.
2017 gick Albin Skoglund på lån till lokalkonkurrenten Örgryte IS. I december 2017 värvades Skoglund av Varbergs BoIS. I augusti 2018 lånades han ut till IK Oddevold på ett låneavtal över resten av säsongen 2018. I januari 2019 värvades Skoglund av Utsiktens BK.
Den 3 januari 2020 värvades Skoglund av Ljungskile SK, där han skrev på ett ettårskontrakt. I december 2020 återvände Skoglund till Utsiktens BK, där han skrev på ett tvåårskontrakt. I januari 2023 förlängde Skoglund sitt kontrakt med två år. I augusti 2024 värvades Skoglund av isländska Valur, där han skrev på ett 1,5 års kontrakt.

## Familj
Albin Skoglund är barnbarn till den före detta landslagsmannen och Hammarby IF-spelaren Karl-Evert "Ya" Skoglund, vars bror var Nacka Skoglund.